# Kuusamo
Kuusamo je finské město ležící v provincii Severní Pohjanmaa. Rozloha obce činí 5 805 km², z toho 830 km² je pokryto jezery. Žije zde přes 16 000 obyvatel.

## Lyžařské středisko Ruka

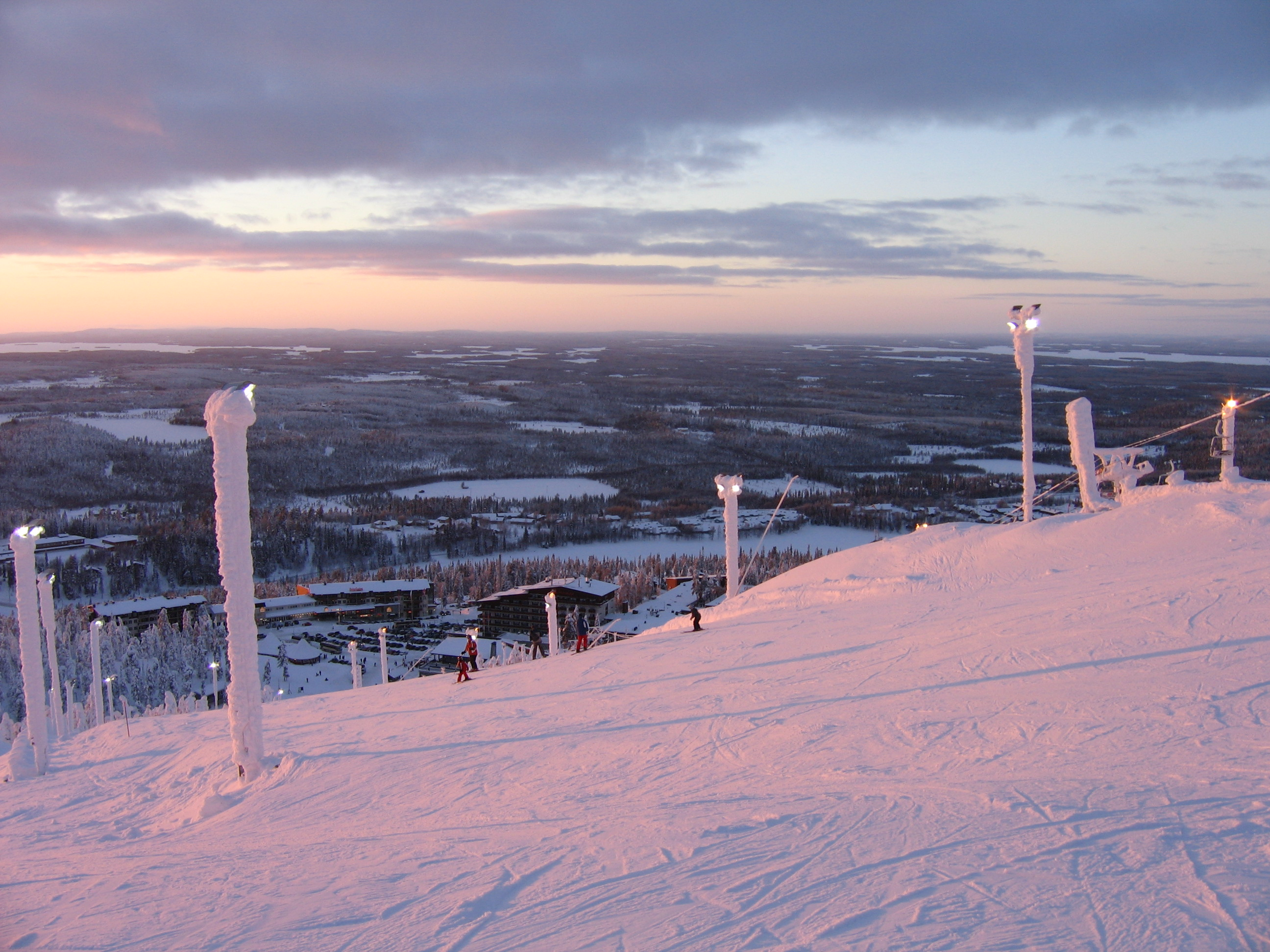
Lyžařské středisko Ruka

Součástí obce Kuusamo je také lyžařské středisko Ruka, které se nachází na svahu hory Rukatunturi (492 m), 23 km severně od centra Kuusama. Sněhové podmínky umožňují lyžování zpravidla od listopadu až do začátku května. Lyžařům zde slouží 28 sjezdových tratí, mnoho běžkařských tras, stadion pro biatlon, skokanské můstky (Hillsize K 142 a K 64). Pravidelně se tu konají závody Světového poháru v běhu na lyžích, ve skoku na lyžích, v severské kombinaci. V roce 2005 se v Ruce konalo Mistrovství světa v akrobatickém lyžování (Freestyle-Skiing).